# Карамзина, Мария Владимировна
Мария Владимировна Карамзина (19 января 1900 — 17 мая 1942) — русская поэтесса, прозаик, литературный критик, переводчица.

## Биография
Урождённая Максимова, после революции с семьей эмигрировала в Прагу. Вышла замуж за приват-доцента русского юридического факультета Пражского университета Ивана Давидовича Гримма (сына Давида Давидовича Гримма, ректора Петербургского университета в 1910—1911 годах). В 1927 году переехала с ним в Тарту (Эстония).
В Эстонии встретилась с Василием Александровичем Карамзиным, правнуком брата великого историка Николая Карамзина. Семья поселилась в маленьком шахтёрском эстонском городке Кивиыли, в котором нашли приют после революции и гражданской войны одна из групп русской белогвардейской эмиграции. Мария работала учительницей в местной школе. У неё было трое сыновей: один от первого брака и двое от второго.
После присоединения Эстонии к СССР бывший ротмистр, дворянин Василий Карамзин был арестован 17 марта 1941 года и расстрелян в июне 1941 года. Его жена и малолетние дети 14 июня 1941 года в ходе Большой Июньской депортации выселены в Сибирь в спецпосёлок Волково, Нарымский округ. Мария Владимировна погибла от голода и болезней в больничном бараке в мае 1942 года в посёлке Новый Васюган.
Впоследствии её бывшая соседка по Кивиыли взяла из детдома одного из сыновей — Михаила Васильевича.

## Литературное творчество
Публиковалась в рижском журнале «Для Вас». Книга стихов Марии Карамзиной «Ковчег» появилась в Нарве в 1939 году по совету Ивана Бунина — русского писателя, лауреата Нобелевской премии (1933), с которым Мария Карамзина познакомилась в Таллине в 1938 году. Мария Владимировна вела переписку с Ходасевичем, Шмелёвым, архиепископом Иоанном (Шаховским). Её стихотворения вошли в сборник Поэзия узников ГУЛАГа. Антология / Составитель: Виленский Семён Самуилович. — М., 2005. — ISBN 5-85646-111-8..
В Таллине в 2008 г. издана книга Ковчег: стихотворения, судьба, памятные встречи, письма И. А. Бунина к М. В. Карамзиной / лит. ред.-сост. Людмила Глушковская. — Таллинн: Эстонский культурный центр "Русская энциклопедия", 2008. — 216 с. — (Серия "Архипелаг ГУЛАГ: эстонский остров"). — ISBN 978-9985-9790-2-0..